# 辛夫人 (前凉)
辛夫人（?—?），西凉武昭王李暠的夫人，陇西郡人，辛纳之女，贞顺有妇女的礼仪，李暠建立西凉之前，辛夫人去世。李暠亲自为她写诔文。自余诗赋数十篇。世子李谭早卒，第二子李歆（字士业）嗣世子位。